# Conobolbitina
Conobolbitina T. Bau & H.B. Song – rodzaj grzybów z rodziny gnojankowatych (Bolbitiaceae).

## Systematyka i nazewnictwo
Pozycja w klasyfikacji według Index Fungorum: Bolbitiaceae, Agaricales, Agaricomycetidae, Agaricomycetes, Agaricomycotina, Basidiomycota, Fungi.
Takson utworzyli T. Bau & H.B. Song w 2024 roku. Jego gatunkiem typowym jest Conobolbitina pygmaeoaffinis (Fr.) T. Bau & H.B. Song 2024.
Gatunki występujące w Polsce:
- Conobolbitina dasypus (Romagn.) T. Bau & H.B. Song 2024

Nazwa naukowa na podstawie Index Fungorum. Występowanie w Polsce według internetowego atlasu grzybów.